# Bermius odontocercus
Bermius odontocercus är en insektsart som beskrevs av Carl Stål 1878. Bermius odontocercus ingår i släktet Bermius och familjen gräshoppor. Inga underarter finns listade i Catalogue of Life.